# Gustavo Moscoso
Gustavo Moscoso Huencho (født 10. august 1955 i Tocopilla, Chile) er en tidligere chilensk fodboldspiller (angriber).
Moscoso tilbragte sin karriere i henholdsvis Chile og Mexico, og var primært tilknyttet Universidad Católica og Puebla FC. Hos Puebla var han i 1988 med til at vinde den mexicanske pokalturnering Copa MX.
Moscoso spillede desuden 21 kampe og scorede fire mål for det chilenske landshold. Han deltog ved VM i 1982 i Spanien. Her spillede han samtlige chilenernes tre kampe og scorede et énkelt mål i turneringen, hvor holdet blev slået ud efter det indledende gruppespil.

## Titler
Copa MX
- 1988 med Puebla FC